# Mondher Kebaier
Mondher Kebaier (arabisch منذر الكبير, DMG Munḏir al-Kubayyir; * 2. April 1970 in Bizerte) ist ein tunesischer Fußballtrainer. Zuletzt war er Trainer des tunesischen Erstligisten Club Africain.

## Karriere
Seine erste Station als Trainer war beim CA Bizertin in der Saison 2000/01 sowie in der Spielzeit 2002/03. Zuvor war er beim AS Djerba als Manager beschäftigt. In der Saison 2004/05 war er Trainer beim AS Kasserine.
Von Juli 2008 bis Februar 2009 wirkte er in den VAE beim Sharjah FC als Co-Trainer. Im August des Jahres kehrte er wieder zum CA Bizertin zurück, diesmal aber als Sportlicher Leiter. Daran anschließend wechselte er zur ES Sahel, wo er Cheftrainer wurde. Erst einmal nur bis Oktober 2011 und dann wieder ab der Saison 2012/13, was diesmal bis Ende Februar 2012 hielt. Denn daran anschließend nahm er ein Angebot wahr wieder bei CA Bizertin an der Seitenlinie zu stehen. Dieses Amt führt er bis zum Ende des laufenden Jahres 2013 aus.
Anschließend wurde er im Februar 2014 wieder einmal Sportlicher Leiter, diesmal aber beim Club Africain, dies währte aber nur kurz, weil er dann nur wenige Tage später den Trainerposten ausfüllte, dies währte aber auch nur bis zum Ende der laufenden Saison, da er danach dieses Amt nun bei der AS Marsa ausführte. Hier verblieb er für ihn wieder verhältnismäßig lange bis zum Ende der Saison 2015/16. Denn danach absolvierte er wieder eine administrative Funktion und wurde Technischer Direktor bei Espérance Tunis. Während seiner Amtszeit hier, musste er aber auch von Januar bis Februar 2018 für ein paar Spiele aus Interimstrainer aushelfen. Seine Zeit hier endete nach der Saison 2018/19, da er anschließend nun Nationaltrainer der tunesischen Auswahl wurde, für diese er einen Vertrag über drei Jahre unterschrieb. Mit diesen nahm er nach der erfolgreichen Qualifikation für den Afrika-Cup 2022 am FIFA-Arabien-Pokal 2021 teil, wo er mit seiner Mannschaft aber im Finale an Algerien mit 0:2 scheiterte. Bei der Endrunde des Afrika-Cup 2022 scheiterte er dann mit seiner Mannschaft im Viertelfinale an Burkina Faso. Daraufhin wurde er vom Verband entlassen. Sein Nachfolger wurde sein bisheriger Co-Trainer Jalel Kadri.
Im Februar 2024 übernahm er den Trainerposten bei Club Africain.

## Erfolge
- Tunesische Meisterschaft
  - Vizemeister mit ES Sahel: 2011
- Tunesischer Pokal
  - Pokalsieger mit CA Bizertin: 2013
  - Finalist mit ES Sahel: 2011
- Arabischer Nationenpokal
  - Finalist mit der tunesischen Nationalmannschaft: 2021